# Ys (álbum)
Ys es el segundo álbum de la cantautora y artista estadounidense Joanna Newsom. Fue lanzado el 14 de noviembre de 2006 a través de su discográfica Drag City. Su característica principal es la duración de cada uno de sus cinco temas, que pasan de los 7 a los casi 17 minutos, con una enorme carga poética.
En la grabación de Ys intervinieron Steve Albini y Jim O'Rourke en la producción y Van Dyke Park en los arreglos. Aparte, el cantante de la banda Smog Bill Callahan canta a dúo con Joanna el final del tema "Only Skin".

## Lista de canciones
Todas las canciones fueron escritas por Joanna Newsom.
1. "Emily" – 12:07
2. "Monkey & Bear" – 9:29
3. "Sawdust & Diamonds" – 9:54
4. "Only Skin" – 16:53
5. "Cosmia" – 7:15

## Posicionamiento
| Listas (2006)                       | Posición |
| ----------------------------------- | -------- |
| The Billboard 200 (U.S.)            | 134      |
| U.S. Billboard Top Heatseekers      | 1        |
| U.S. Billboard Independent Albums   | 5        |
| U.S. Billboard Top Digital Albums   | 10       |
| U.S. Billboard Tastemakers          | 8        |
| U.S. Billboard Comprehensive Albums | 165      |
| UK Albums Chart                     | 41       |
| Irish Album Chart                   | 50       |
| Norwegian Album Chart               | 29       |
| French Album Chart                  | 168      |